# Mese (Olaszország)
Mese (lombardul: Mes) település Olaszországban, Sondrio megyében. Lakosainak száma 1845 fő (2023. január 1.). Mese Prata Camportaccio, San Giacomo Filippo, Chiavenna és Gordona községekkel határos.

## Népesség
A település népességének változása:
| Lakosok száma | 1832 | 1814 | 1845 |
|               | 2017 | 2018 | 2023 |